# Johanna Langefeld
Johanna Langefeld (ur. 5 marca 1900, zm. 26 stycznia 1974) – niemiecka nadzorczyni w nazistowskich obozach koncentracyjnych, w Lichtenburgu, Ravensbrücku i Auschwitz-Birkenau.
Po II wojnie światowej uniknęła osądzenia uciekając z krakowskiego więzienia, z pomocą byłych polskich więźniarek Ravensbrück, które pamiętały ją jako wyróżniającą się pozytywnie na tle pozostałej części personelu obozowego. Z uwagi na nastroje społeczne, uniemożliwiające jej zwolnienie, została uwolniona potajemnie przez przekupiony personel więzienny, który otworzył jej bramę do wyjścia. 